# American Pie (dal)
Az American Pie egy dal Don McLean amerikai énekes második, azonos című stúdióalbumáról, az American Pie-ról. A dal McLean szerzeménye, amely megjelenését követően egyből az amerikai lejátszási listák élére került, és négy hétig vezette a lejátszási listákat az Egyesült Királyságban 1972-ben. Alapvetően az 1959-es repülőgép-tragédia ihlette, de ezen kívül számos utalást találhatunk az éppen aktuális társadalmi (például a három polgárjogi aktivista kivégzése), könnyűzenei eseményekre (mint a Beatles zenekar egyeduralma) is.
A dalnak számos feldolgozása készült már, közülük a legismertebb Madonna amerikai énekesnő 2000-es  dance-pop stílusú feldolgozása, amely változat A második legjobb dolog című film filmzenéjeként készült.

## Listás helyezések (1971)
| Slágerlista                                          | Legjobb helyezés |
| ---------------------------------------------------- | ---------------- |
| Ausztráliai Kent Music Report                        | 1                |
| Kanadai RPM Top Singles                              | 1                |
| Kanadai RPM Adult Contemporary Tracks                | 1                |
| Holland Dutch Singles Chart                          | 10               |
| Ír Singles Chart                                     | 7                |
| Új-Zélandi Singles Chart                             | 1                |
| Norvég VG-lista                                      | 9                |
| Nagy-Britanniai UK Singles (Official Charts Company) | 2                |
| US Billboard Hot 100[21]                             | 1                |
| US Billboard Easy Listening                          | 1                |